# Marco Mordente
Marco Mordente (Teramo, 7 gennaio 1979) è un ex cestista italiano.
Guardia di 1,90 m di altezza e 88 kg di peso, dal 2010 al 2011 è stato il capitano della nazionale di pallacanestro dell'Italia. Oggi lavora come inspirational speaker, guest expert per Eurosport e business team coach.

## Carriera
Militò nel settore giovanile del Teramo Basket fintanto che non fu notato dalla Benetton Treviso, che lo portò nel proprio vivaio. Successivamente passa all'Olimpia Milano, con cui contribuisce alla conquista degli scudetti juniores 1998 e 1999 facendo allo stesso tempo anche qualche comparsata in prima squadra.
Nel 1999 va in prestito a Ragusa, in Serie A2. L'anno successivo torna all'Olimpia ma resta solamente pochi mesi, poiché venne nuovamente girato in A2 ma questa volta a Reggio Emilia, dove ottiene il premio di miglior giovane di tutto il campionato.
Nel 2001-02 fa ritorno all'Olimpia, ma un anno più tardi è ancora di scena a Reggio Emilia, città dove rimane per tre anni, esclusa una breve parentesi con la Montepaschi Siena.

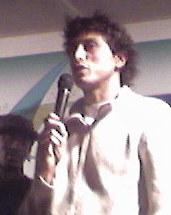
Marco Mordente

Nella stagione 2005-06 firma un contratto con la Benetton Treviso, formazione con la quale vince il campionato 2006. Nel corso del triennio trascorso con i verdi, Mordente avrà alterne fortune: infatti dopo l'anno dello scudetto, la stagione 2006-07 vede la squadra trevigiana rimanere fuori dai play-off in seguito alla controversa vicenda-Lorbek; la stagione 2007-08 vede Mordente a lungo infortunato e la Benetton in affanno: anche in questo caso i veneti non si qualificano per la post-season.
Nel luglio del 2008 Mordente firma un triennale con l'Olimpia Milano. Mordente termina la stagione europea ristabilendo il suo record personale per punti segnati in una gara di Eurolega (23 punti nella vittoria con il Real Madrid). Inoltre, sempre in Eurolega, la sua Olimpia riesce anche nell'impresa della vittoria al Forum di Assago contro i campioni in carica del CSKA Mosca, facendo compiere un importante passo verso le Top16, dove però l'AJ viene eliminata terminando una stagione europea colma di emozioni. Dopo aver vinto la serie con Teramo e quella con Biella, Mordente, ora capitano, contribuisce all'approdo della sua squadra verso le finali con Siena, ma i toscani vincono la serie con un netto 4-0.
Il 24 novembre 2011 firma un contratto con la Virtus Roma..
Il 19 agosto 2012 passa ufficialmente alla Otto Caserta.
Il 3 agosto 2015 firma un biennale con la Viola Reggio Calabria.
È il miglior giocatore italiano nella percentuale da 3 punti in Eurolega con il 45% (85 tiri segnati su 189 tiri tentati), piazzandosi al 6º posto in questa classifica.

### Nazionale
Ha fatto parte della nazionale italiana giovanile e maggiore, partecipando agli Europei 2005 e 2007 ed ai Mondiali 2006.  Inoltre è stato selezionato per partecipare alle qualificazioni in vista degli Europei 2009, ai quali l'Italia non è riuscita a qualificarsi ed è stato convocato per gli Europei 2011.

### Fuori dal campo
Dal 2017 il suo impegno professionale evolve fuori dal campo, dapprima come inspirational speaker per vari progetti, tra i quali “Allenarsi per il Futuro” - iniziativa firmata Bosch + Randstad volta a rafforzare la sinergia e il rapporto tra istruzione e formazione professionale - per poi prendere due percorsi paralleli che lo portano a entrare nella squadra di commentatori di Eurosport e a quello che oggi è la sua attività principale di Business Coach per le aziende.

## Statistiche

### Cronologia presenze e punti in Nazionale
| Cronologia completa delle presenze e dei punti in Nazionale - Italia | Cronologia completa delle presenze e dei punti in Nazionale - Italia | Cronologia completa delle presenze e dei punti in Nazionale - Italia | Cronologia completa delle presenze e dei punti in Nazionale - Italia | Cronologia completa delle presenze e dei punti in Nazionale - Italia | Cronologia completa delle presenze e dei punti in Nazionale - Italia | Cronologia completa delle presenze e dei punti in Nazionale - Italia | Cronologia completa delle presenze e dei punti in Nazionale - Italia |
| Data                                                                 | Città                                                                | In casa                                                              | Risultato                                                            | Ospiti                                                               | Competizione                                                         | Punti                                                                | Note                                                                 |
| -------------------------------------------------------------------- | -------------------------------------------------------------------- | -------------------------------------------------------------------- | -------------------------------------------------------------------- | -------------------------------------------------------------------- | -------------------------------------------------------------------- | -------------------------------------------------------------------- | -------------------------------------------------------------------- |
| 14/07/2009                                                           | Bormio                                                               | Italia                                                               | 64 - 63                                                              | Rep. Ceca                                                            | Amichevole                                                           | 7                                                                    | [ 5 ]                                                                |
| 16/07/2009                                                           | Bormio                                                               | Italia                                                               | 85 - 49                                                              | Svezia                                                               |                                                                      | 7                                                                    | [ 6 ]                                                                |
| 17/07/2009                                                           | Bormio                                                               | Italia                                                               | 67 - 63                                                              | Senegal                                                              |                                                                      | 0                                                                    | [ 7 ]                                                                |
| 18/07/2009                                                           | Bormio                                                               | Italia                                                               | 89 - 97                                                              | Rep. Ceca                                                            |                                                                      | 7                                                                    | [ 8 ]                                                                |
| 25/07/2009                                                           | Trento                                                               | Italia                                                               | 91 - 69                                                              | Canada                                                               |                                                                      | 0                                                                    | [ 9 ]                                                                |
| 26/07/2009                                                           | Trento                                                               | Italia                                                               | 88 - 70                                                              | Nuova Zelanda                                                        |                                                                      | 6                                                                    | [ 10 ]                                                               |
| 27/07/2009                                                           | Trento                                                               | Italia                                                               | 83 - 72                                                              | Portogallo                                                           |                                                                      | 5                                                                    | [ 11 ]                                                               |
| 01/08/2009                                                           | Conegliano                                                           | Italia                                                               | 81 - 75                                                              | Canada                                                               | Amichevole                                                           | 2                                                                    | [ 12 ]                                                               |
| 05/08/2009                                                           | Cagliari                                                             | Italia                                                               | 77 - 80 dts                                                          | Francia                                                              | Qual. Euro 2009                                                      | 0                                                                    | [ 13 ]                                                               |
| 11/08/2009                                                           | Vantaa                                                               | Finlandia                                                            | 75 - 77                                                              | Italia                                                               | Qual. Euro 2009                                                      | 6                                                                    | [ 14 ]                                                               |
| 14/08/2009                                                           | Pau                                                                  | Francia                                                              | 81 - 61                                                              | Italia                                                               | Qual. Euro 2009                                                      | 7                                                                    | [ 15 ]                                                               |
| 20/08/2009                                                           | Porto San Giorgio                                                    | Italia                                                               | 89 - 95                                                              | Finlandia                                                            | Qual. Euro 2009                                                      | 5                                                                    | [ 16 ]                                                               |
| 09/07/2010                                                           | Bormio                                                               | Italia                                                               | 88 - 46                                                              | Ungheria                                                             |                                                                      | 5                                                                    | [ 17 ]                                                               |
| 11/07/2010                                                           | Bormio                                                               | Italia                                                               | 78 - 41                                                              | Iran                                                                 |                                                                      | 1                                                                    | [ 18 ]                                                               |
| 16/07/2010                                                           | Firenze                                                              | Italia                                                               | 83 - 60                                                              | Macedonia                                                            |                                                                      | 10                                                                   | [ 19 ]                                                               |
| 18/07/2010                                                           | Firenze                                                              | Italia                                                               | 83 - 84                                                              | Bulgaria                                                             |                                                                      | 16                                                                   | [ 20 ]                                                               |
| Totale                                                               |                                                                      | Presenze                                                             | 16                                                                   |                                                                      | Punti                                                                | 84                                                                   |                                                                      |

## Palmarès

### Club
- Campionato italiano: 1

Treviso: 2005-06
- Coppa Italia: 1

Treviso: 2007
- Supercoppa italiana: 1

Treviso: 2006